# UVERworld TYCOON TOUR at Yokohama Arena 2017.12.21
『UVERworld TYCOON TOUR at Yokohama Arena 2017.12.21』（ウーバーワールド タイクーン ツアー アット ヨコハマアリーナ）は、UVERworldの15枚目のライブDVDである。2019年1月16日にgr8!records(SME)より発売。同時に、Blu-ray Disc版も発売された。

## 概要
2017年12月21日に横浜アリーナで行われたボーカル・TAKUYA∞の生誕祭ライブが収録されている。会場を中央で二等分し、一方に男性のみ、もう一方に女性のみを入れて男祭り、女祭りを同時に開催する形となった。

## 仕様
通常盤と初回生産限定盤の2種類での発売となった。初回生産限定盤にはプレイパスが封入されており、 三方背ケース、フォトブックレットのほか、他のライブや夏フェスで披露された楽曲を収録した特典ディスクが付属している。

## 収録曲
[ Disc - 1 ]
1. THE ONE
2. 7th Trigger
3. WE ARE GO
4. ace of ace
5. ENOUGH-1
6. 一滴の影響
7. Collide
8. シリウス
9. KINJITO
10. 畢生皐月プロローグ
11. REVERSI
12. NO.1
13. PRAYING RUN
14. 僕の言葉ではない これは僕達の言葉
15. SHOUT LOVE

[ Disc - 2 ] （Blu-ray版ではDisc - 1に収録）
1. ハルジオン
2. CORE STREAM
3. 0 choir
4. Q.E.D.
5. Don't Think. Feel
6. 零HERE～SE～
7. IMPACT
8. LONE WOLF
9. 在るべき形
10. MONDO PIECE

特典映像（初回生産限定盤のみ、DVD版ではDisc - 3に、Blu-ray版ではDisc - 2に収録）
1. 一滴の影響 (Live at Kumamoto B.9 V1 2018.6.6)
2. PLOT (Live at Kumamoto B.9 V1 2018.6.6)
3. 在るべき形 (Live at Kumamoto B.9 V1 2018.6.6)
4. Q.E.D. (ROCK IN JAPAN FESTIVAL 2018.8.4)
5. IMPACT (ROCK IN JAPAN FESTIVAL 2018.8.4)
6. PRAYING RUN (RISING SUN ROCK FESTIVAL in EZO 2018.8.11 )
7. DECIDED (INAZUMA ROCK FES. 2018.9.22)
8. 君の好きなうた (INAZUMA ROCK FES. 2018.9.22)